# الکس کروز (بازیکن فوتبال، زاده ۱۹۸۶)
الکس کروز (انگلیسی: Álex Cruz؛ زادهٔ ۳۱ اکتبر ۱۹۸۶) بازیکن فوتبال اهل اسپانیا است.
از باشگاه‌هایی که در آن بازی کرده‌است می‌توان به باشگاه خیمناستیک تاراگونا اشاره کرد.